# کلاته حاجی‌نصیر
کلاته حاجی نصیر، روستایی است از توابع بخش باجگیران شهرستان قوچان در استان خراسان رضوی ایران.

## جمعیت
این روستا در دهستان دولتخانه قرار داشته و بر اساس سرشماری سال ۱۳۸۵ جمعیت آن ۲۶۴ نفر (۷۱ خانوار)
بوده است.